# Лоуренс, Вики
Вики Лоуренс (англ. Vicki Lawrence, род. 26 марта 1949, Инглвуд, Калифорния) — американская актриса, комедиантка, телеведущая и певица.

## Карьера
Лоуренс наиболее известна по своим ролям в «Шоу Кэрол Бёрнетт» (1967—1978), которая принесла ей премию «Эмми» и три номинации на «Золотой глобус», а также по главной роли в ситкоме «Мамина семья» (1983—1990).
Лоуренс также известна как певица. Её самым большим успехом в карьере стал сингл 1973 года «The Night the Lights Went Out in Georgia», который возглавил главный музыкальный чарт США — Billboard Hot 100, а одноимённый альбом, вышедший в том же году, был продан тиражом более двух миллионов копий.

## Личная жизнь
С 1972 по 1974 год была замужем за певцом Бобби Расселом. В 1974 году вышла замуж за визажиста Аль Шульца. У них двое детей: Кортни Эллисон Шульц (р. 1975) и Гарретт Лоуренс Шульц (р. 1977).

## Избранная фильмография
| Год       |   | Русское название | Оригинальное название | Роль            |
| --------- | - | ---------------- | --------------------- | --------------- |
| 2006—2011 | с | Ханна Монтана    | Hannah Montana        | Рути Рэй Стюарт |